# Souheila Yacoub
Souheila Yacoub (Genève, 29 juni 1992) is een Zwitserse actrice en voormalig ritmisch turnster.

## Levensloop
Yacoub werd geboren in Genève als dochter van een Tunesische vader en een Belgische moeder. Ze studeerde vanaf haar twaalfde aan de hoge federale sportschool in Magglingen en maakte deel uit van het Zwitserse nationale team voor ritmische gymnastiek. Ze nam deel aan verschillende internationale wedstrijden. In 2012 beëindigde ze haar sportcarrière en werd verkozen tot Miss Suisse Romande.
Daarna studeerde ze aan de Cours Florent dankzij een Zwitserse beurs en sloot zich vervolgens aan bij het Nationaal Conservatorium voor Dramatische Kunsten aan de Université de Paris Sciences et Lettres. In het theater was ze te zien in Tous les oiseaux van Wajdi Mouawad.
In 2018 debuteerde ze in de film Climax van Gaspar Noé. Begin 2019 speelde ze in Les Sauvages, een miniserie geregisseerd door Rebecca Zlotowski voor Canal+, vervolgens speelde ze in No Man's Land, een internationale televisieserie van Arte die werd uitgezonden in november 2020. In 2022 speelt ze in de film En corps van Cédric Klapisch. In 2024 speelde ze onder andere in de film Dune: Part Two, geregisseerd door Denis Villeneuve.

## Filmografie

### Film
| Jaar | Titel                | Rol           | Opmerkingen                                           |
| ---- | -------------------- | ------------- | ----------------------------------------------------- |
| 2018 | Climax               | Lou           | Filmdebuut                                            |
| 2018 | Les affamés          | Eva           |                                                       |
| 2020 | Le Sel des larmes    | Betsy         |                                                       |
| 2021 | Entre les vagues     | Margot        |                                                       |
| 2021 | De bas étage         | Sarah         |                                                       |
| 2022 | En corps             | Sabrina       |                                                       |
| 2023 | Avant l'effondrement | Pablo         | Première op het International Film Festival Rotterdam |
| 2023 | Making of            | Nadia / Oudia |                                                       |
| 2024 | Dune: Part Two       | Shishakli     |                                                       |
| 2024 | Les Femmes au balcon | Ruby          |                                                       |
| 2024 | Planète B            | Nour          |                                                       |

### Televisie
| Jaar | Titel             | Rol             | Opmerkingen    |
| ---- | ----------------- | --------------- | -------------- |
| 2016 | Plus belle la vie | Aïcha           | 6 afleveringen |
| 2019 | Les Sauvages      | Jasmine Chaouch | 6 afleveringen |
| 2020 | No Man's Land     | Sarya Dogan     | 8 afleveringen |

## Prijzen en nominaties
| Jaar | Prijs                                   | Categorie                    | Werk              | Uitslag       |
| ---- | --------------------------------------- | ---------------------------- | ----------------- | ------------- |
| 2025 | César                                   | Beste jong vrouwelijk talent | Planète B         | In afwachting |
| 2022 | Internationaal filmfestival van Berlijn | EFP Shooting Star            | EFP Shooting Star | Gewonnen      |